# 黄梅駅 (南京地下鉄)
黄梅駅（こうばいえき）は、中華人民共和国江蘇省句容市S122と桂坊路の交差点にある、南京地下鉄S6号線の駅である。

## 駅名
駅名については、事業着手当初は南京地下鉄集団は「黄梅駅」の仮称を用いており、2020年5月7日に「黄梅駅」を駅名として第一次公示され、2020年9月1日に駅名が「黄梅駅」に決定したことが発表された。

## 隣の駅
南京地下鉄
■S6号線
泉都大街駅- 黄梅駅 - 童世界駅